# The Newsroom (serie televisiva 2012)
The Newsroom è una serie televisiva statunitense creata da Aaron Sorkin e trasmessa dal 2012 al 2014 per tre stagioni sul canale HBO.

## Trama
La serie segue le vicende lavorative e personali dell'anchorman Will McAvoy, della sua nuova produttrice esecutiva MacKenzie McHale, il produttore Jim Harper, Maggie Jordan, Sloan Sabbith, Neal Sampat, Don Keefer e il capo della divisione news della ACN Charlie Skinner, nella TV via cavo Atlantis Cable News (ACN).

## Episodi
| Stagione         | Episodi | Prima TV USA | Prima TV Italia |
| ---------------- | ------- | ------------ | --------------- |
| Prima stagione   | 10      | 2012         | 2013            |
| Seconda stagione | 9       | 2013         | 2014-2015       |
| Terza stagione   | 6       | 2014         | 2016            |

## Personaggi e interpreti

### Personaggi principali
- Will McAvoy (stagioni 1-3), interpretato da Jeff Daniels, doppiato da Marco Mete.
È l'anchorman del notiziario News Night, in onda sul canale via cavo ACN. Will si descrive come un repubblicano moderato e si presenta come un uomo severo al di fuori del programma. La sua vita viene stravolta dal ritorno di Mackenzie come nuova produttrice esecutiva in seguito al passaggio del suo vecchio produttore ad un nuovo programma in una diversa fascia oraria.
- Mackenzie McHale (stagioni 1-3), interpretata da Emily Mortimer, doppiata da Francesca Fiorentini.
È la nuova produttrice esecutiva di News Night ed ex fidanzata di Will.
- Charlie Skinner (stagioni 1-3), interpretato da Sam Waterston, doppiato da Saverio Moriones.
È il presidente della divisione News della ACN.
- Maggie Jordan (stagioni 1-3), interpretata da Alison Pill, doppiata da Federica De Bortoli.
È la produttrice associata di News Night. Ha una relazione con Don ma dimostra dei sentimenti nei confronti di Jim.
- Neal Sampat, interpretato da Dev Patel, doppiato da Flavio Aquilone.
È il curatore del blog di Will e l'addetto alle ricerche su internet.
- Jim Harper (stagioni 1-3), interpretato da John Gallagher Jr., doppiato da Edoardo Stoppacciaro.
È un produttore a cui è stato offerto un altro lavoro quando il precedente show di MacKenzie è stato cancellato, ma rifiutò l'offerta per seguirla a News Night, a causa dei sentimenti che provava per lei.
- Sloan Sabbith (stagioni 1-3), interpretata da Olivia Munn, doppiata da Domitilla D'Amico.
È un'economista che si occupa del blocco finanziario di News Night.
- Don Keefer (stagioni 1-3), interpretato da Thomas Sadoski, doppiato da Fabrizio Vidale.
È l'ex produttore esecutivo di News Night, che ha lasciato per un nuovo programma sul network.

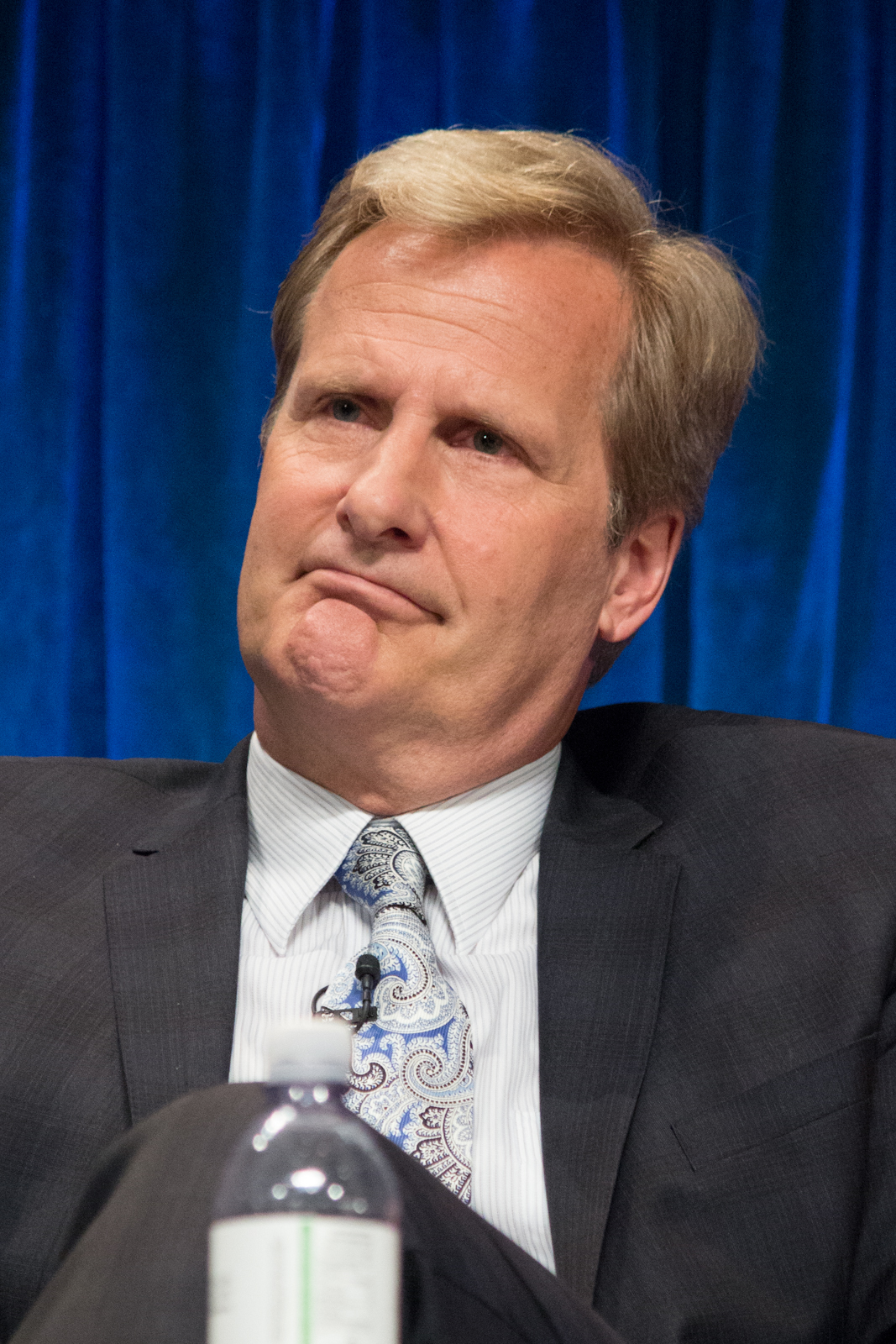
Jeff Daniels interpreta Will McAvoy
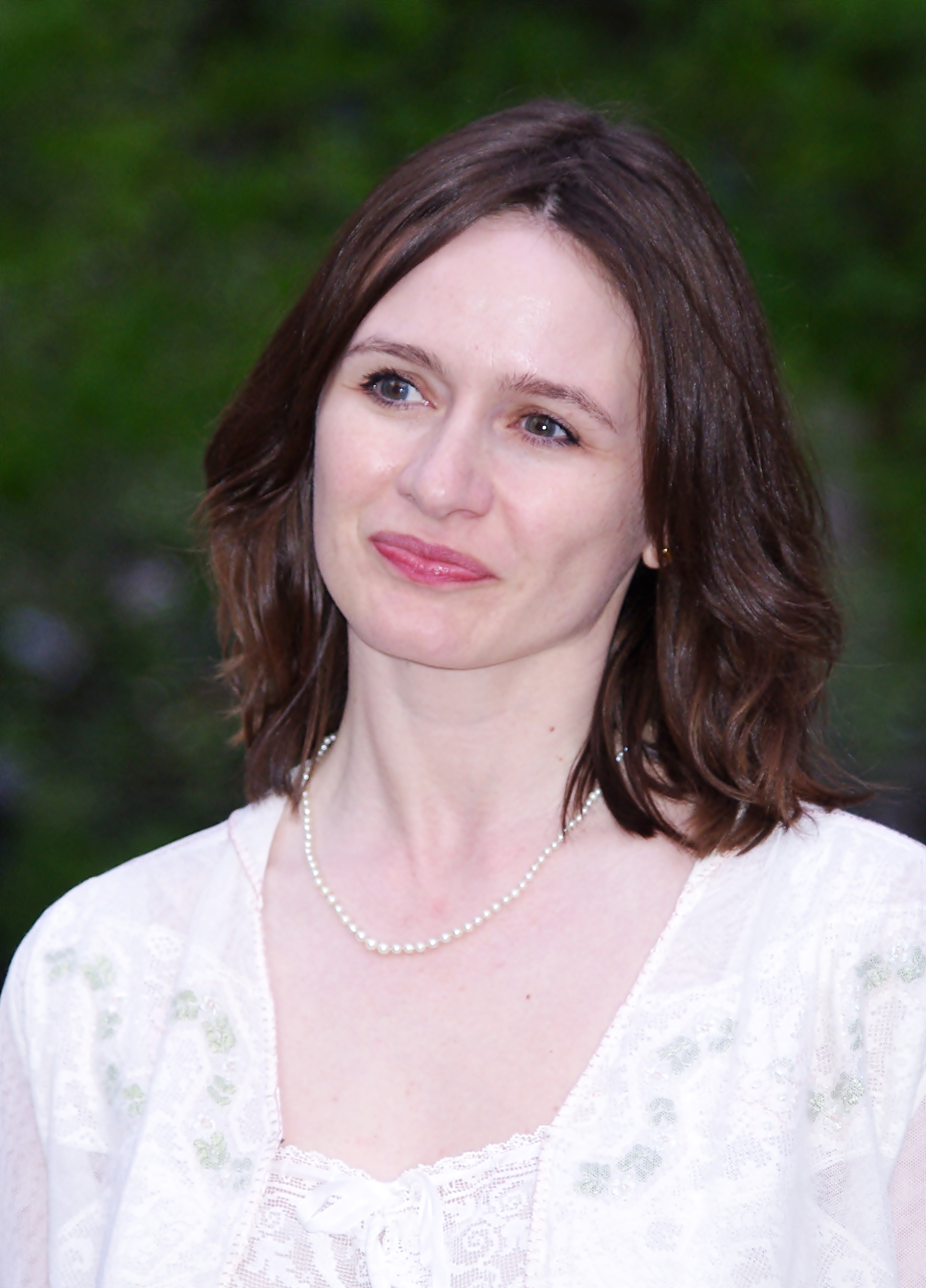
Emily Mortimer interpreta Mackenzie McHale
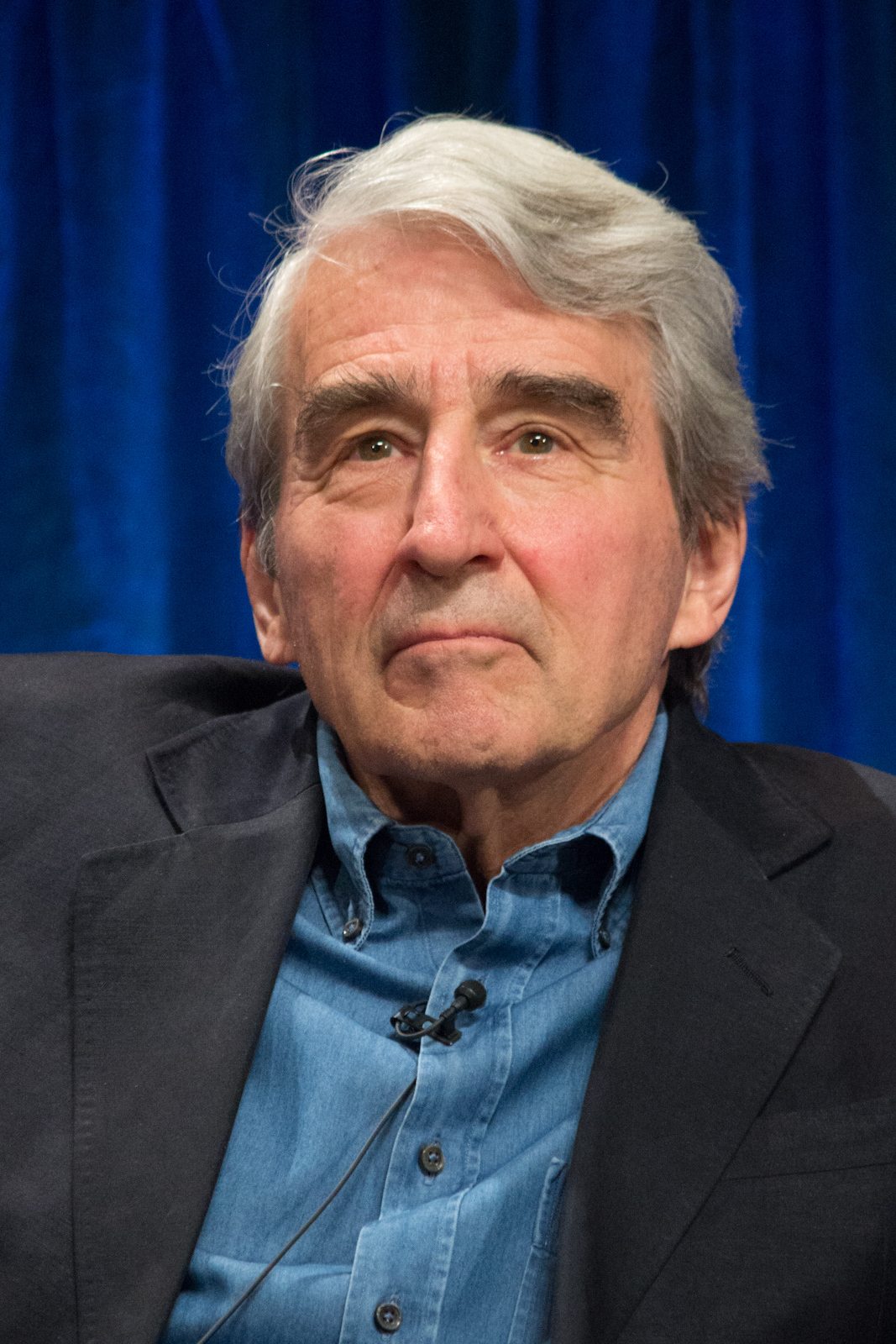
Sam Waterston interpreta Charlie Skinner
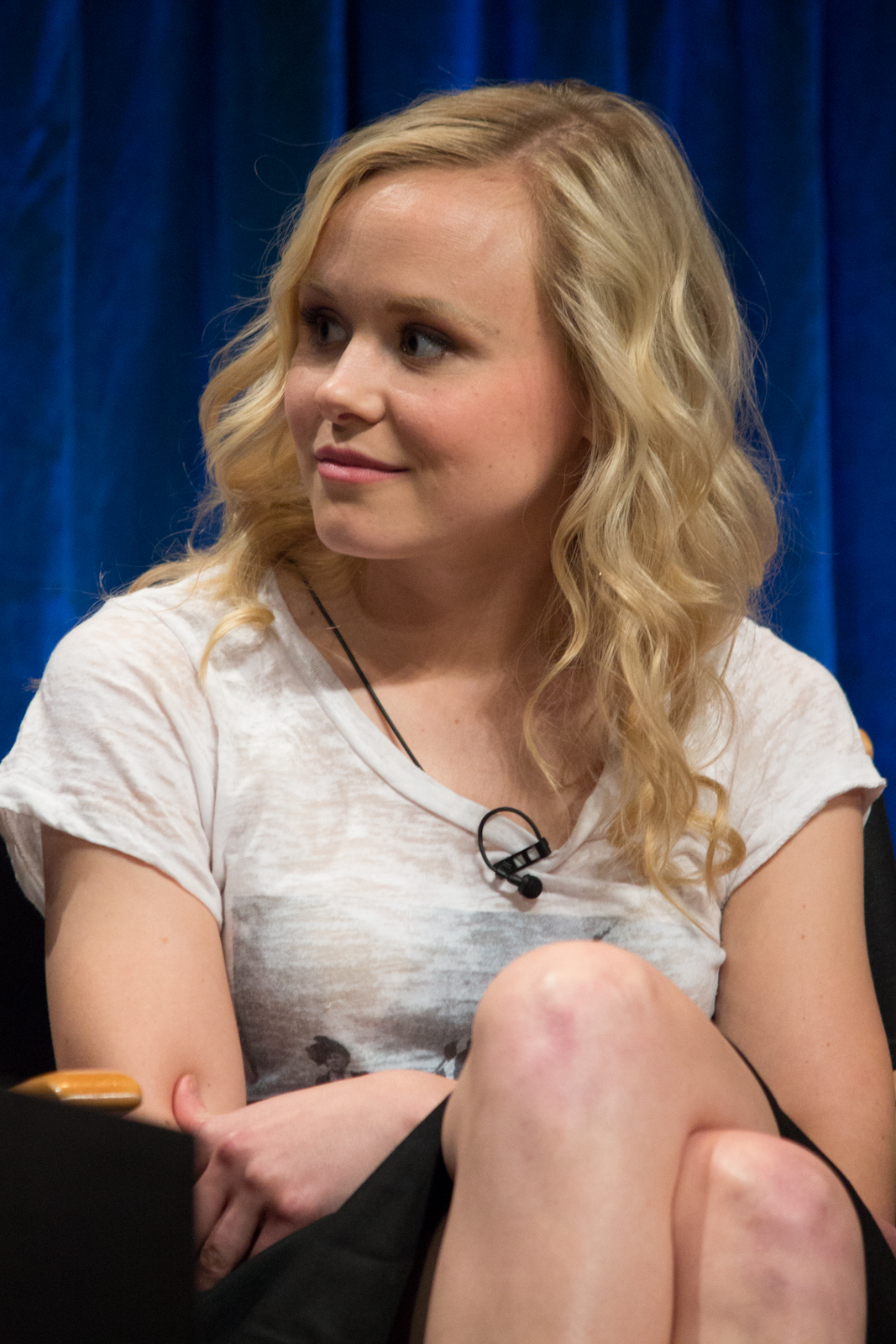
Alison Pill interpreta Maggie Jordan
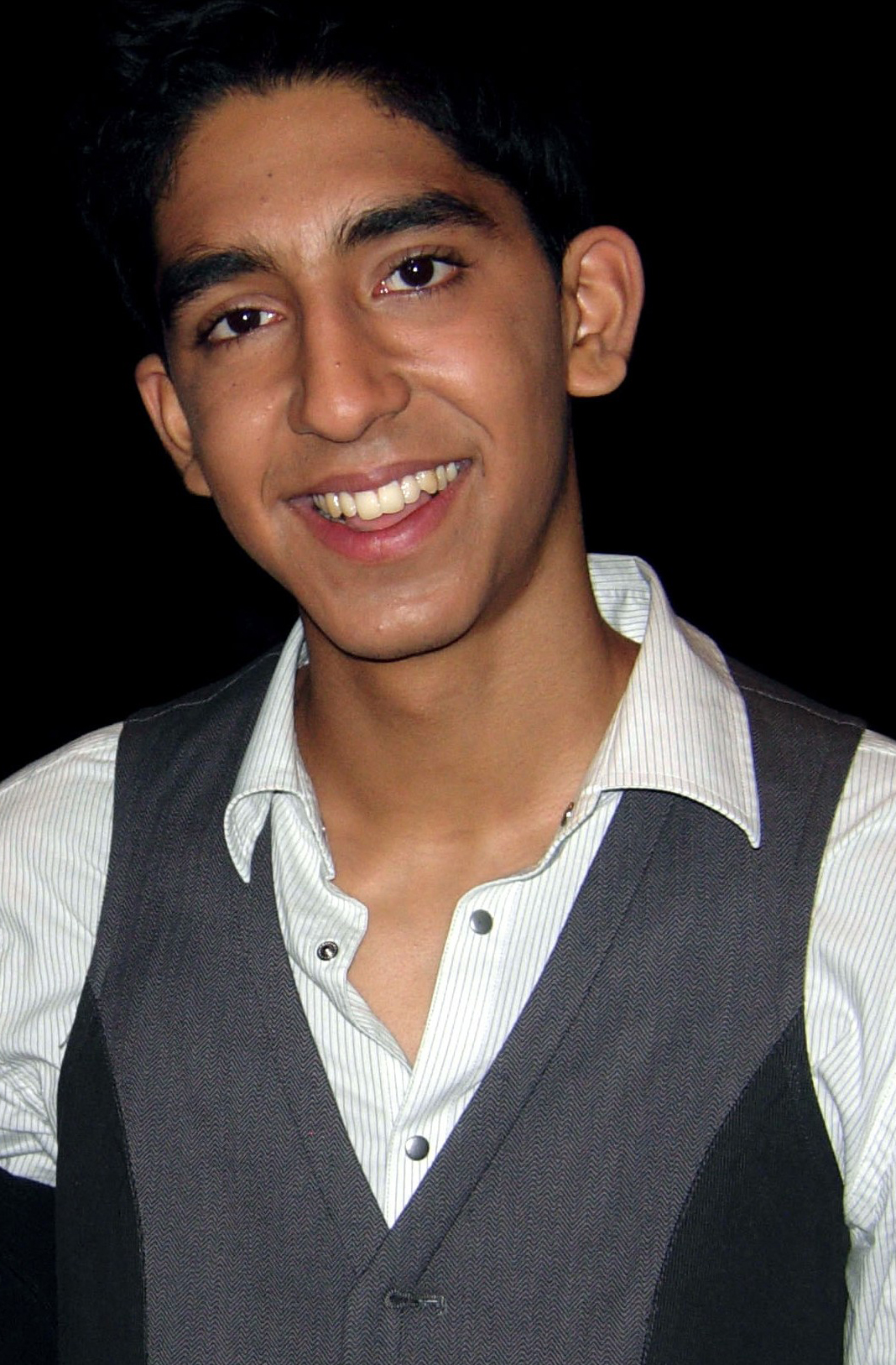
Dev Patel interpreta Neal Sampat
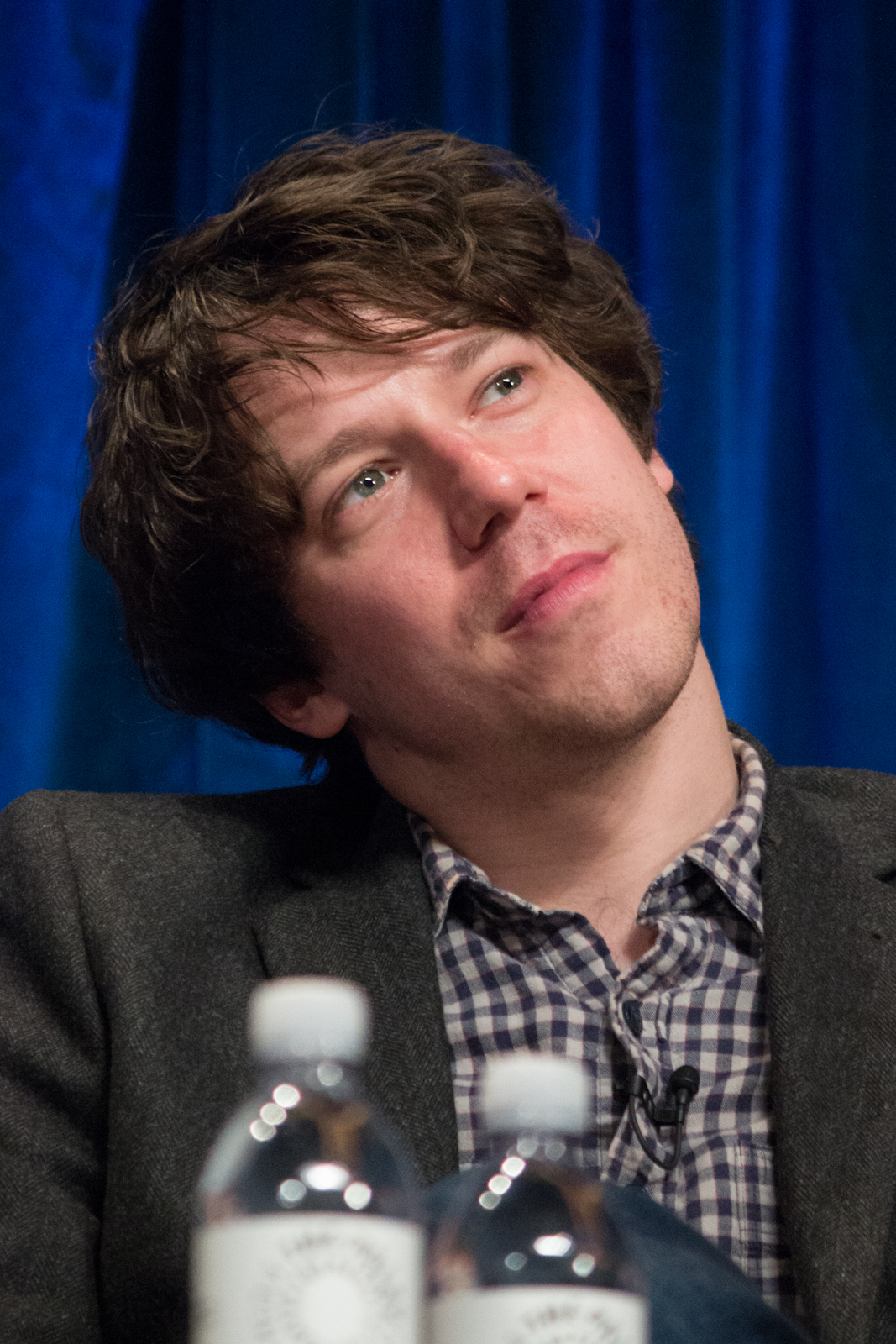
John Gallagher Jr. interpreta Jim Harper
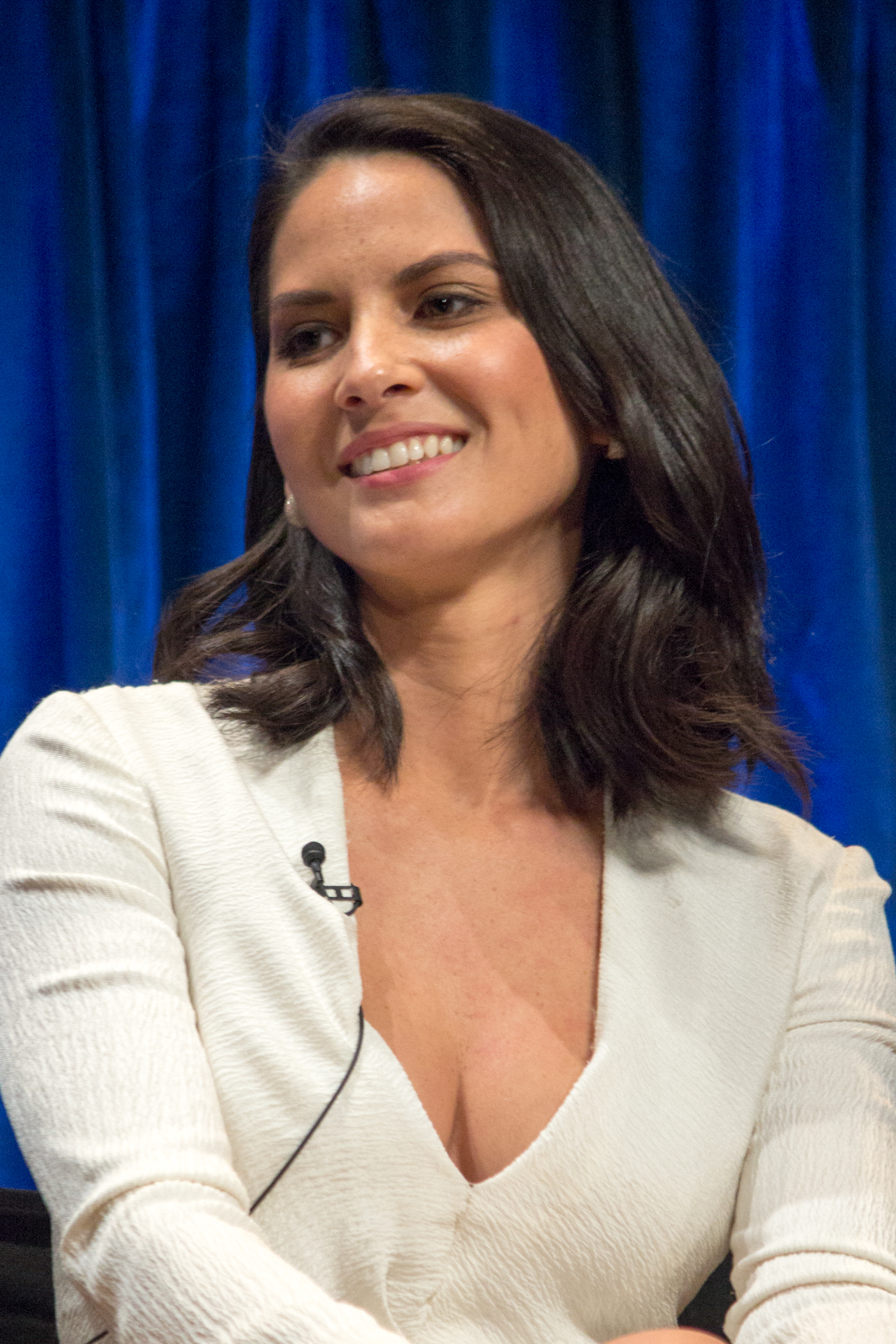
Olivia Munn interpreta Sloan Sabbith
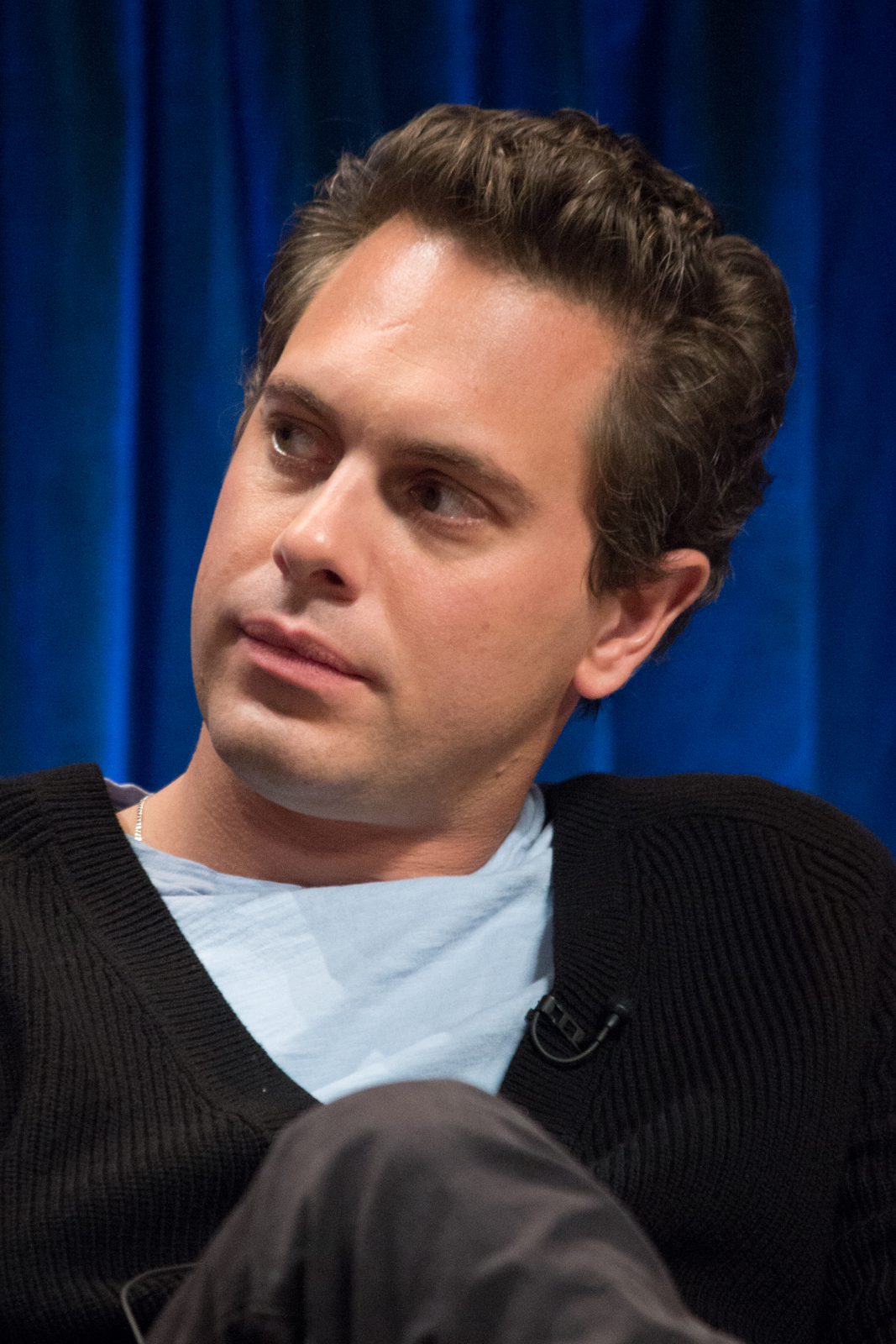
Thomas Sadoski interpreta Don Keefer

### Personaggi ricorrenti
- Leona Lansing, interpretata da Jane Fonda.
È l'amministratrice delegata di Atlantis World Media, la società madre di ACN.
- Reese Lansing, interpretato da Chris Messina.
È il presidente della AWM e figlio di Leona.
- Elliot Hirsch, interpretato da David Harbour.
È il conduttore di Right Now, il nuovo programma di Don sulla AWM.
- Nina Howard, interpretata da Hope Davis.
È la giornalista di punta del giornale di gossip TMI della AMW.
- Wade Campbell, interpretato da Jon Tenney.
È un candidato al Congresso Americano che sfrutta la sua relazione con Mackenzie per pubblicizzare la sua campagna attraverso la ACN.
- Lonny Church, interpretato da Terry Crews.
È la guardia del corpo di Will, assegnatagli dopo aver ricevuto minacce di morte.
- Lisa Lambert, interpretata da Kelen Coleman.
È la coinquilina di Maggie, ha una relazione con Jim.
- Dr. Jack Habib, interpretato da David Krumholtz.
È il terapista di Will, figlio del precedente terapista del giornalista.
- Kendra James, interpretata da Adina Porter.
Un produttore associato di News Night.
- Tess Weston, interpretata da Margaret Judson.
Un produttore associato di News Night.
- Gary Cooper, interpretato da Chris Chalk.
Un produttore associato di News Night ed ex impiegato di TMI.
- Martin Stallworth, interpretato da Thomas Matthews.
Un produttore associato di News Night.
- Tamara Hart, interpretata da Wynn Everett.
Un produttore associato di News Night.
- Brian Brenner, interpretato da Paul Schneider.
Uno scrittore per la rivista New York che Will assume per scrivere un articolo sulla redazione di News Night. È anche colui con cui MacKenzie ha tradito Will.
- Jennifer "Jenna" Johnson, interpretata da Riley Voelkel.
Una studentessa della Northwestern University a cui Will risponde male, poi assunta come sua assistente.
- Herb Wilson, interpretato da John F. Carpenter.
Il capo della regia di News Night.
- Joey Phan, interpretato da Trieu Tran.
L'addetto alla grafica di News Night.
- Kaylee, interpretata da Natalie Morales.
La fidanzata di Neal il cui padre è morto negli attentati dell'11 settembre 2001.
- Rebecca Halliday, interpretata da Marcia Gay Harden.
Un avvocato impegnato a difendere ACN.
- Jerry Dantana, interpretato da Hamish Linklater.
Un produttore senior che arriva da Washington e che sostituisce Jim durante la sua assenza.
- Hallie Shea, interpretata da Grace Gummer.
Una giornalista al seguito della campagna presidenziale di Mitt Romney.
- Taylor Warren, interpretata da Constance Zimmer.
Una portavoce del candidato alla presidenza Mitt Romney.

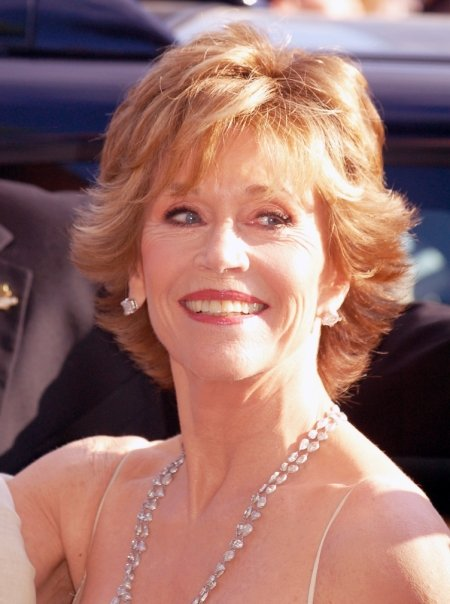
Jane Fonda interpreta Leona Lansing
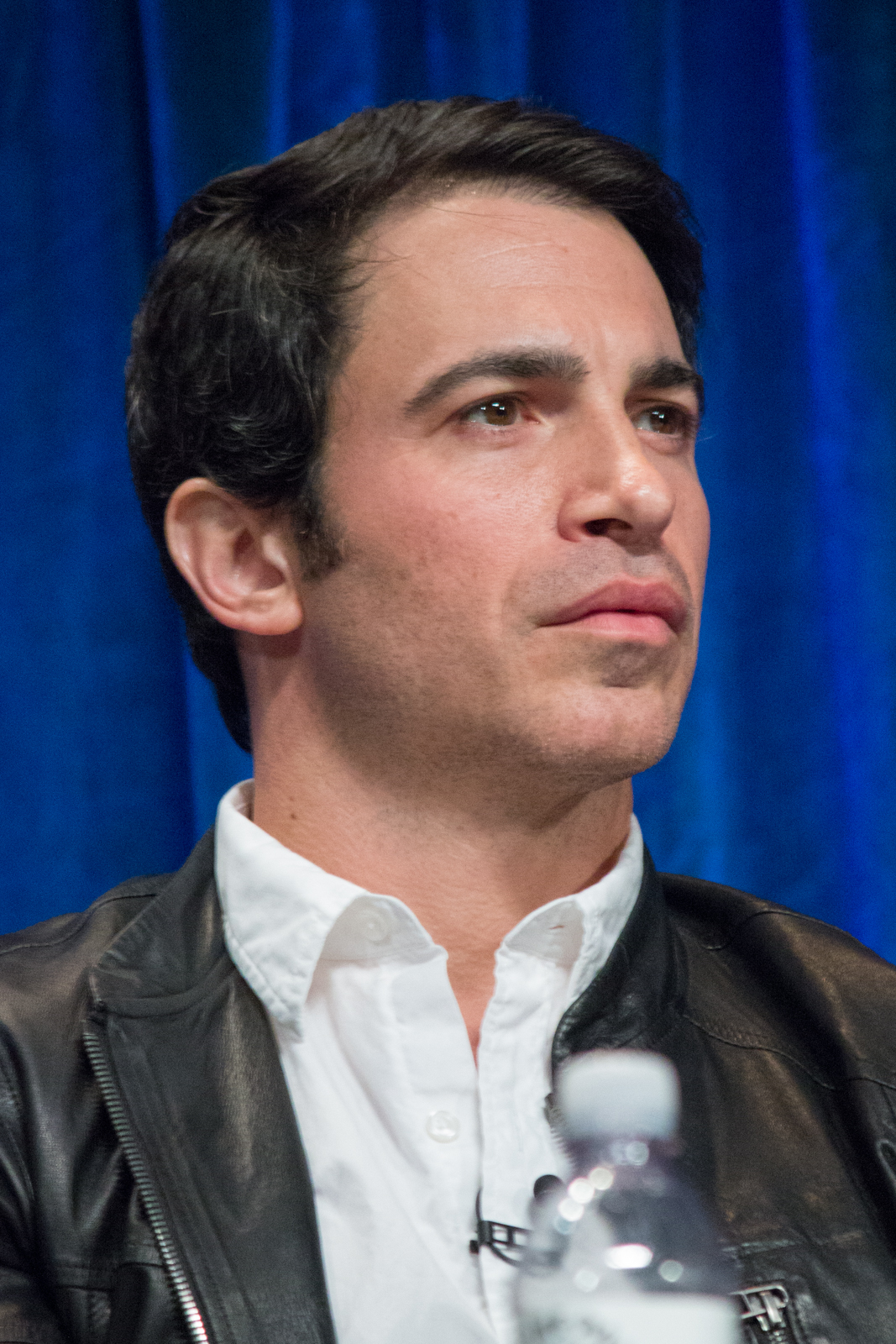
Chris Messina interpreta Reese Lansing
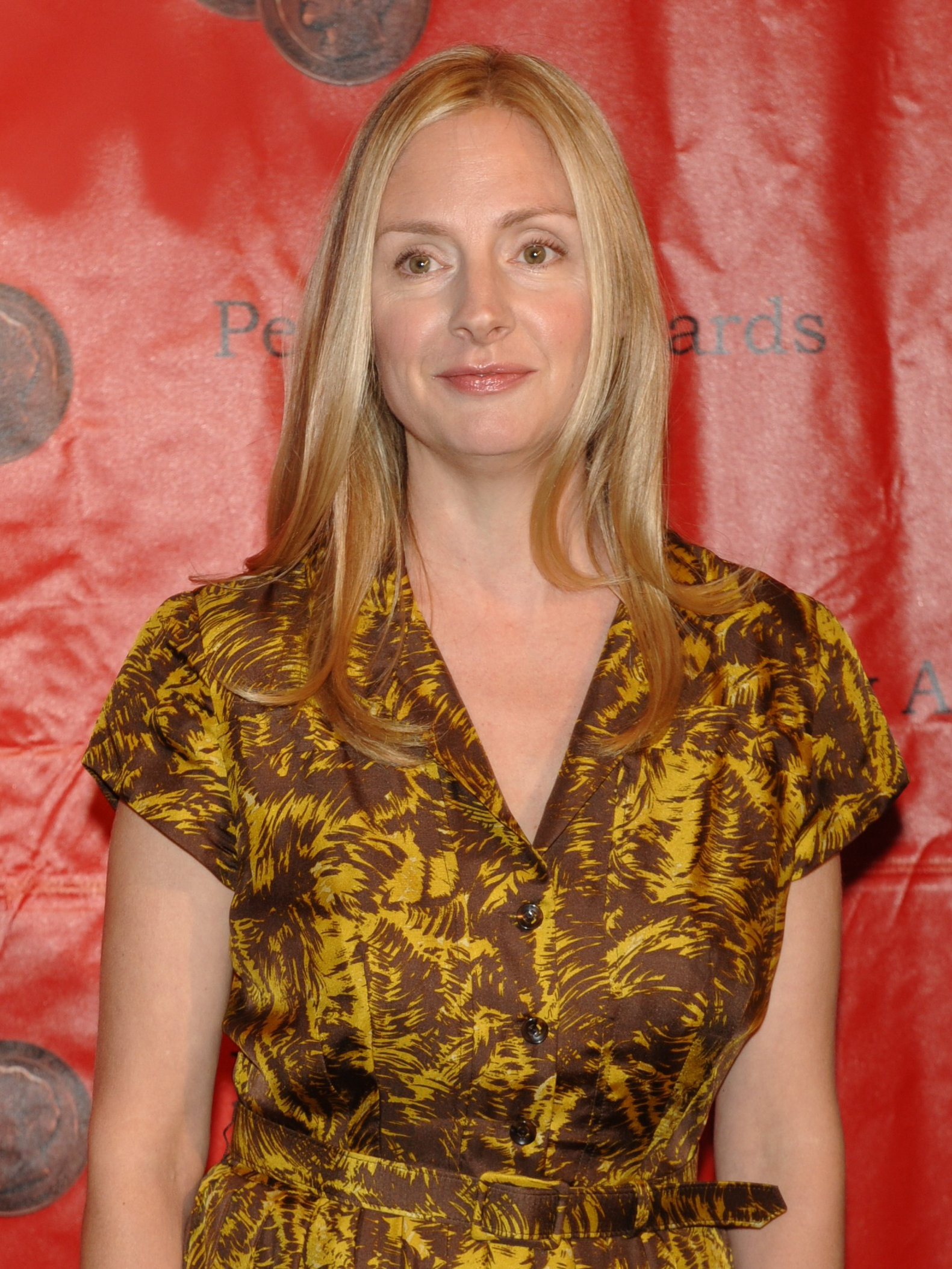
Hope Davis interpreta Nina Howard
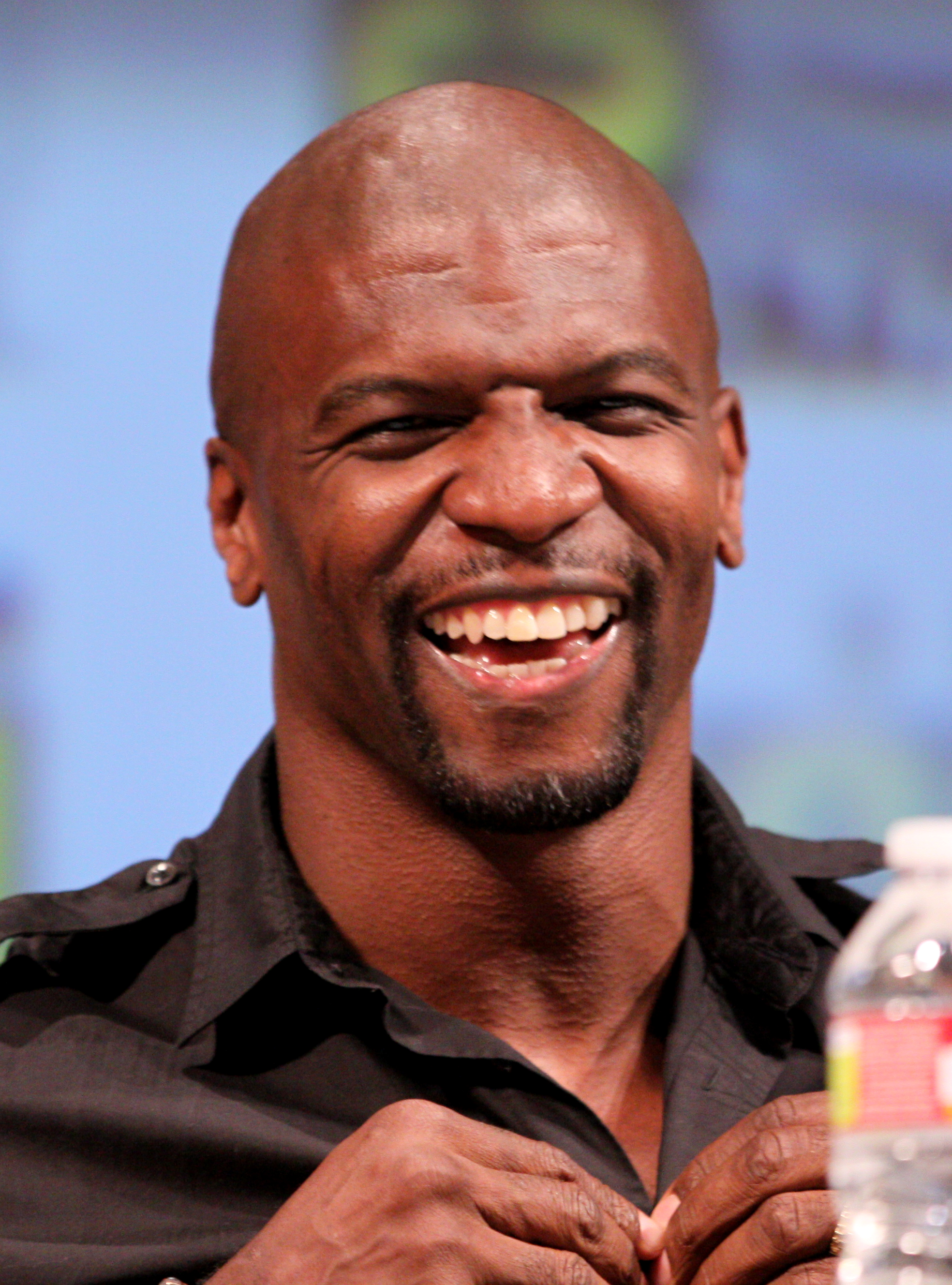
Terry Crews interpreta Lonny Church
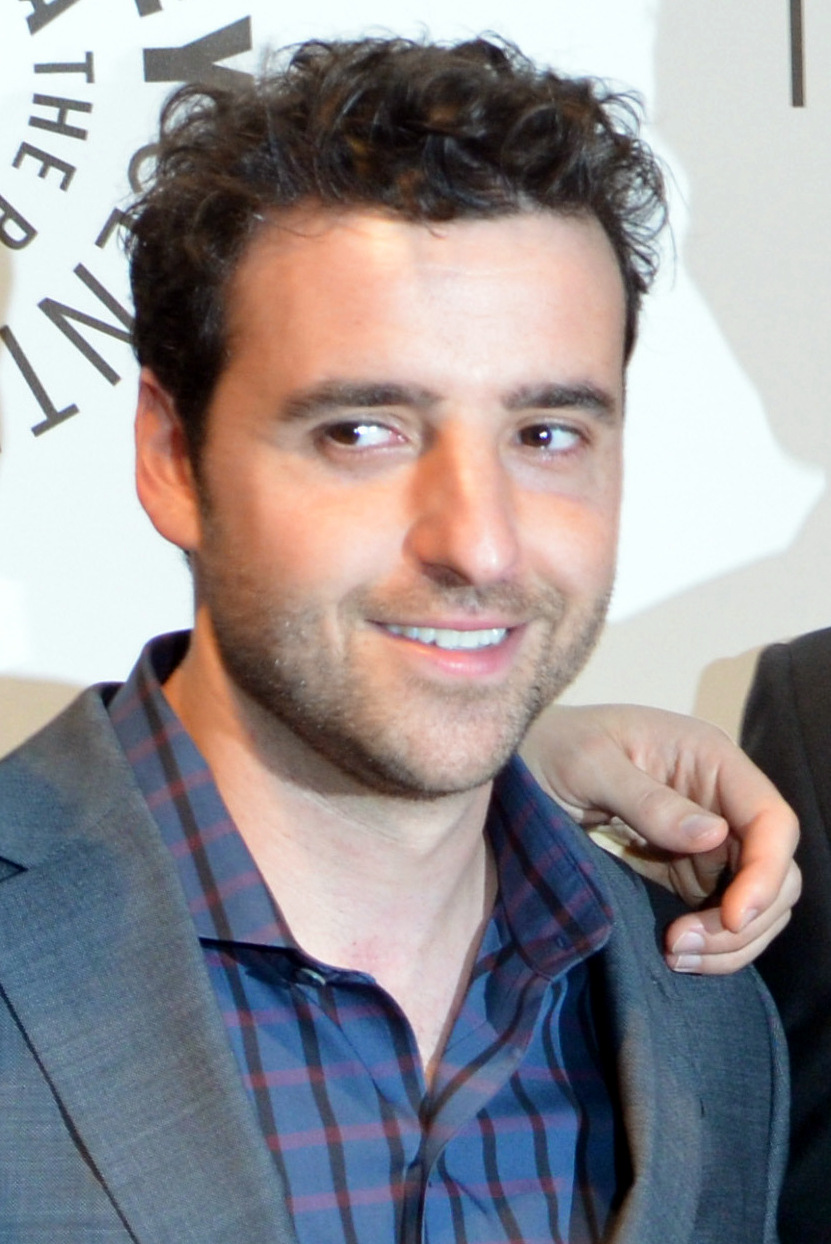
David Krumholtz interpreta Dr. Jack Habib

## Produzione

### Sviluppo

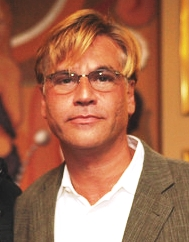
Aaron Sorkin, creatore della serie.

Nell'aprile del 2009 Entertainment Weekly riporta che lo sceneggiatore Aaron Sorkin, mentre lavorava alla sceneggiatura di The Social Network, stava sviluppando una serie televisiva incentrata sul "dietro le quinte" di una TV via cavo, al fine di completare un'ipotetica "trilogia del dietro le quinte", iniziata con Sports Night e Studio 60 on the Sunset Strip.
Alla fine di gennaio 2011, la HBO ha ordinato l'episodio pilota con il titolo provvisorio More As This Story Develops. Il 29 novembre 2011, la HBO ha presentato istanza per registrare il titolo The Newsroom presso il United States Patent and Trademark Office, generando immediatamente paragoni con l'omonima serie televisiva canadese, andata in onda su CBC. Greg Mottola è stato ingaggiato per dirigere il pilota, con Scott Rudin in veste di produttore. Rudin, noto produttore cinematografico, aveva in passato prodotto una sola serie televisiva, lo spin-off del 1996 Ragazze a Beverly Hills (Clueless).
L'8 settembre 2011, HBO ha ordinato una stagione completa composta da 10 episodi iniziali, con messa in onda fissata per il 24 giugno 2012. Il 2 luglio 2012, dopo soli due episodi trasmessi, la serie è stata rinnovata per una seconda stagione.
Il 3 settembre 2013 Jeff Daniels ha confermato che la serie è stata rinnovata per una terza stagione.

### Cast
Jeff Daniels ha ottenuto il ruolo principale nel marzo 2011, mentre Alison Pill e Olivia Munn erano in trattative per ottenere un ruolo. Il ruolo della produttrice esecutiva MacKenzie McHale era stato inizialmente offerto a Marisa Tomei, ma le trattative non andarono a buon fine e la Tomei venne sostituita da Emily Mortimer, nel maggio 2011. Sempre nel mese di maggio, Sam Waterston ha aderito al progetto, mentre John Gallagher Jr., Thomas Sadoski e Dev Patel si sono uniti al cast nel giugno 2011.
Tre mesi più tardi Jane Fonda ha firmato per interpretare il ruolo ricorrente di Leona Lansing, capo dell'immaginario network Atlantis Cable News (ACN). Il personaggio è stato definito una versione femminile del fondatore della CNN Ted Turner, con cui la Fonda è stata sposata dal 1991 al 2001. Il nome "Leona Lansing" è un omaggio a due donne di successo, la donna d'affari Leona Helmsley e l'ex amministratrice delegata di Paramount Pictures Sherry Lansing, prima donna a capo di un network televisivo.

## Distribuzione
La serie ha debuttato negli Stati Uniti il 24 giugno 2012 e si è conclusa il 14 dicembre 2014. In Italia va in onda su Rai 3 dal 17 ottobre 2013.